# Kappa Mikey
A Kappa Mikey amerikai televíziós anime stílusú rajzfilmsorozat, ami 2006. február 25-e és 2008. szeptember 20-a között futott a Nicktoons csatornán. Magyarországon 2006 novembere és 2010. február 15-e között adta a Magyar Nickelodeon. Bár a sorozat amerikai, Japánban játszódik és anime szereplők vannak benne. (Kivéve Mikey-t)

## Történet
A sorozat kiindulási pontja a LilyMu című anime sorozat, aminek szereplői: Lily, Mitsuki és Guano, akik Gonard ellen küzdenek. Azonban szükségük van egy új szereplőre, ezért válogatást tartanak. Eközben Amerikában Mikey Simon színésznek akar menni, de visszautasítják a szereplését. Az utcán búslakodva talál egy kaparós sorsjegyet, aminek köszönhetően ő lesz az a szerencsés, aki Japánba utazhat LilyMu szereplőnek.

## Szereplők

### Mikey Simon
Mikey, egy amerikai fiú, aki színész akart lenni, de hazájában elutasították. Talált azonban egy kaparós sorsjegyet, aminek köszönhetően Japánba utazott. Mikey gyakran egoista és önző, azt gondolja, körülötte forog a világ és bármit megtenne, hogy megkapja, amit akar. Sok terve van, ami sokszor bajba keveri őt.

### Lily
Lily, a LilyMu főszereplője (erre utal az anime neve is), aki egy kedves lánynak tűnik a műsorban, de a valóságban egy szívtelen sikeréhes színésznő. Mikey vonzódik hozzá, de Lily ki nem állhatja őt.

### Mitsuki
Mitsuki, egy kedves, barátságos, önzetlen lány. Szerelmes Mikey-ba, de ő nem veszi ezt észre. Amikor ideges, akkor keserű és erőszakos lesz. 

### Gonard
Gonard, a LilyMu gonosztevője, aki meg akarja semmisíteni a világot. A valóságban Gonard valójában egy szerethető, jó természetű, bugyuta férfi, aki Mikey legjobb barátja.  